# Montañas de Leogang

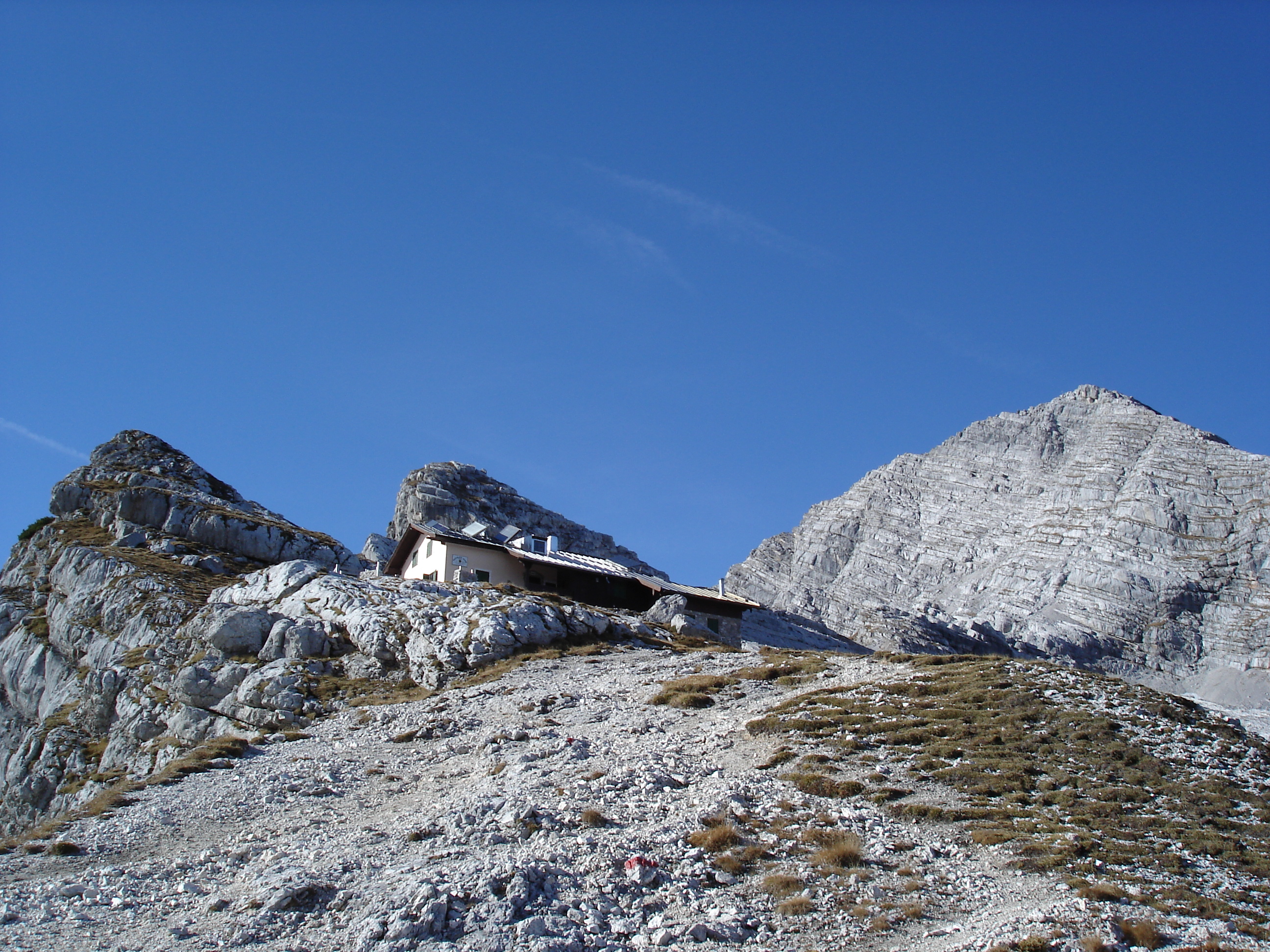
El Passauer Hut y el Birnhorn a finales de otoño

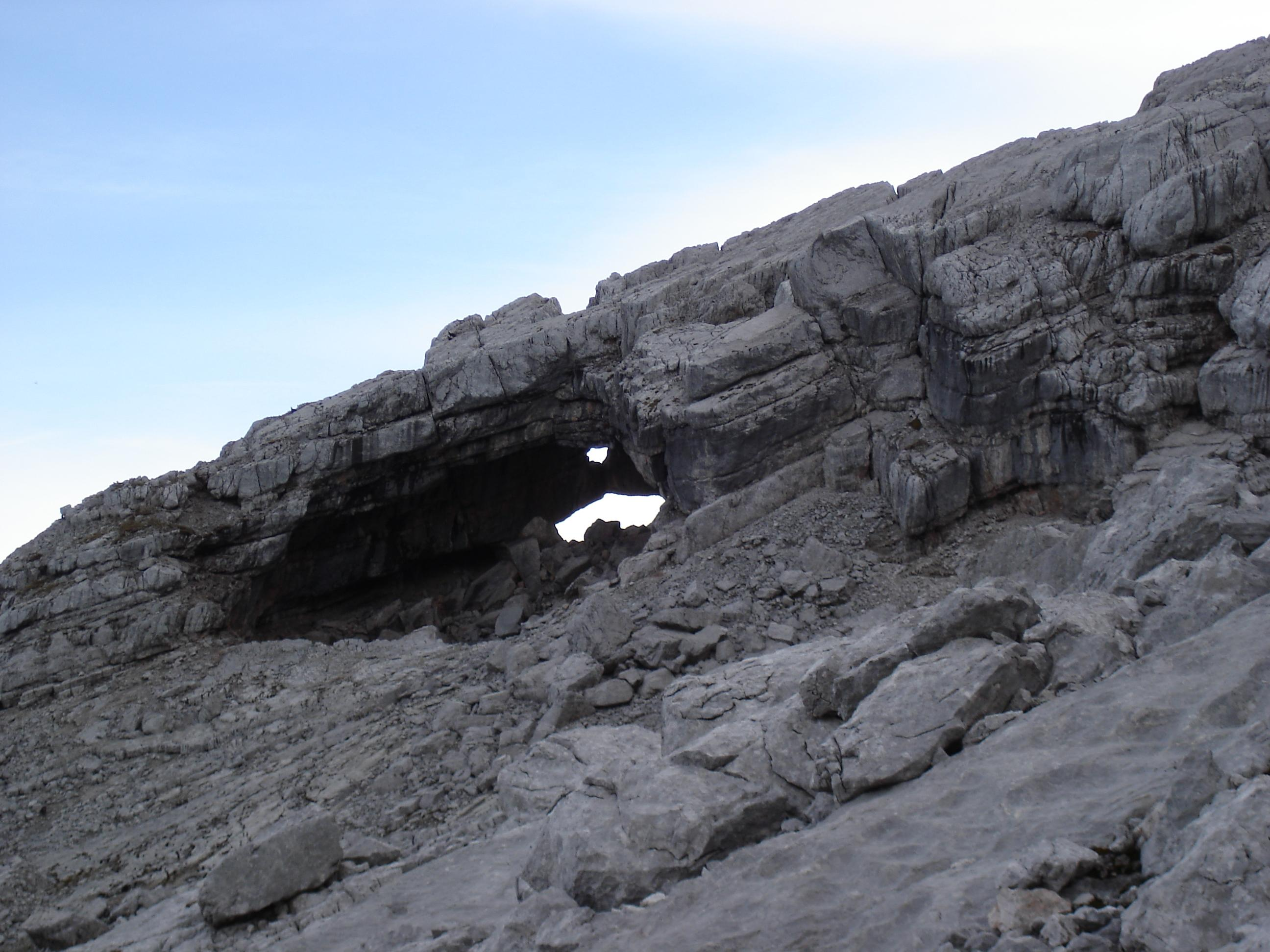
Melkerloch del Hochgrub

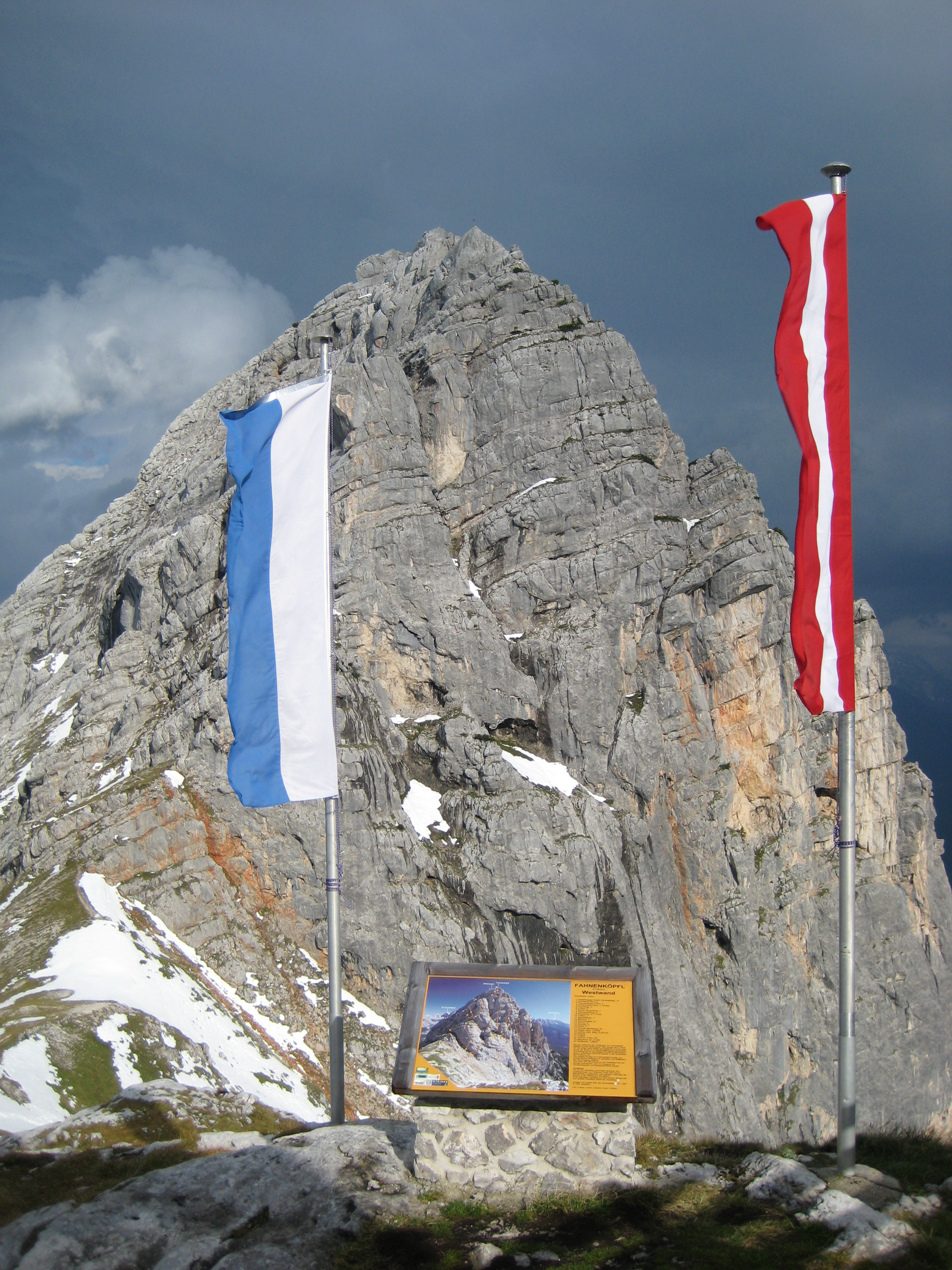
Vista desde las instalaciones del Refugio del Pasajero

Las montañas de Leogang (en alemán: Leoganger Steinberge) son una cadena montañosa en Austria, en el estado de Salzburgo, y forman parte de los Alpes de piedra caliza del norte en los Alpes orientales. Se encuentran entre el valle de Lofer, Saalfelden y Leogang y, junto con las montañas de Lofer al noroeste, forman dos macizos montañosos que están separados por el collado del Römersattel (1,202 m), pero que la clasificación alpina de los Alpes orientales define como un solo subgrupo (las montañas de Lofer y Leogang). Las montañas de Leogang están separadas de los Alpes de Kitzbühel al sur y las Steinernes Meer al este por valles profundamente incisos. Las formaciones típicas de las Steinberge son las mesetas altas con lados empinados y los altos circos marcadamente ondulados. 
Como montañas kársticas típicas, las montañas de Leogang también están atravesadas por numerosas cuevas. La más famosa de ellas es la Lamprechtsofen, con más de 50 km de longitud, ubicada al lado de la carretera federal entre Lofer y Saalfelden. Una formación rocosa prominente es el Melkerloch en la cara sureste de la montaña Birnhorn. 
A 2.634 m el Birnhorn es el pico más alto en la cadena. El área de entrenamiento militar de Hochfilzen utilizada por el ejército austriaco se encuentra en el oeste del Leoganger Steinberge. 

## Cadenas vecinas
Las montañas de Leogang bordean los siguientes grupos de montaña en los Alpes: 
- Montañas de Lofer al noroeste
- Alpes de Berchtesgaden al este
- Alpes de pizarra de Salzburgo al sureste
- Alpes de Kitzbühel al sur
- Montañas Kaiser al oeste

## Picos
- Birnhorn : 2,634 m
- Kuchelhorn: 2,500 m
- Passauerkopf: 2,465 m
- Grießener Hochbrett: 2,467 m
- Signalkopf: 2,462 m
- Großes Rothorn: 2,442 m
- Dürrkarhorn: 2,280  m
- Hochzint: 2,243 m
- Mitterhorn: 2,206 m
- Fahnenköpfl: 2,142 m
- Brandhorn: 2,099 m

## Turismo

### Refugio del Club Alpino
En las montañas de Leogang solo hay dos refugios de montaña. Pertenecen al DAV - Deutscher Alpenverein - Club Alpino Alemán, pero son operados por austriacos locales.
- Lamprechtsofen-Höhlengaststätte : Altura: 664 metros sobre el nivel del mar (AA), abierto solo durante los días en verano e invierno, 6 literas, junto a la Bundesstraße que va desde Lofer hasta Saalfelden
- Refugio del Pasajero : Altura: 2,033 metros   sobre el nivel del mar (AA), abierto en verano desde mediados de junio hasta finales de septiembre, 45 literas, alojamiento de invierno con 6 plazas, destinos en el valle: Leogang, tiempo de camino: 2,75 horas.

### Refugios de montaña
- Lettlkaser: altura: 1,441 metros sobre el nivel del mar (AA), abierto en verano, sin alojamiento de invierno, sin camas, destinos en el valle: Pernerwinkel- Gerstboden (2 horas a pie), Wiesersberg-Gerstboden (2,5 horas a pie), Leogang (2 horas a pie), Mitterbrand (1,5 horas a pie)